# Ronisia

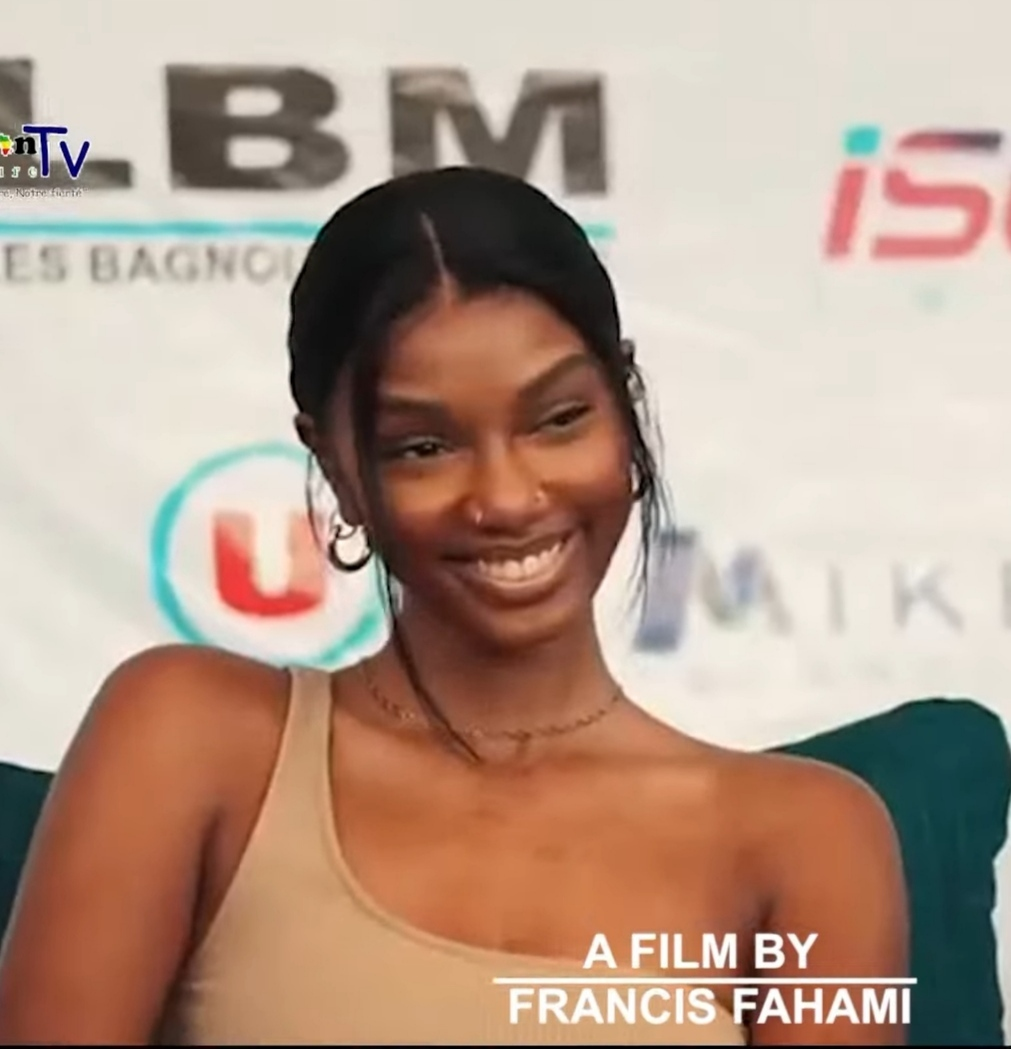
Ronisia (2022)

Ronisia (* 13. November 1999 in Tarrafal; bürgerlich Ronisia Mendes Morges) ist eine kapverdische Pop-Rock-Sängerin, die seit 2020 im französischsprachigen Raum erfolgreich ist.

## Leben
Als Ronisia ein Jahr alt war, zog ihre Familie mit ihr nach Grigny in der Nähe von Paris. In ihrer Kindheit hörte sie Musik von Alicia Keys, Rihanna, Nicki Minaj und Beyoncé, die sie zu ihren Einflüssen zählt. Später nahm sie Tanzunterricht und entdeckte ihre Liebe zum Gesang.

## Karriere
Mit ihrer Debütsingle Atterrissage erreichte sie 2020 auf Anhieb die Top 100 in Frankreich.
Im Januar 2022 veröffentlichte sie ihr selbstbetiteltes Debütalbum, mit dem sie Platz fünf der französischen Musikcharts erreichte.

## Diskografie

### Alben
| Jahr | Titel                                          | Höchstplatzierung, Gesamtwochen, AuszeichnungChartplatzierungen (Jahr, Titel, Platzierungen, Wochen, Auszeichnungen, Anmerkungen) | Höchstplatzierung, Gesamtwochen, AuszeichnungChartplatzierungen (Jahr, Titel, Platzierungen, Wochen, Auszeichnungen, Anmerkungen) | Höchstplatzierung, Gesamtwochen, AuszeichnungChartplatzierungen (Jahr, Titel, Platzierungen, Wochen, Auszeichnungen, Anmerkungen) | Anmerkungen                             | [↑]: gemeinsam behandelt mit vorhergehendem Eintrag; [←]: in beiden Charts platziert |
| Jahr | Titel                                          | FR | BEW | CH | Anmerkungen                             |                                                                                      |
| ---- | ---------------------------------------------- | --- | --- | --- | --------------------------------------- | ------------------------------------------------------------------------------------ |
| 2022 | Ronisia                                        | FR5 Platin · (108 Wo.)FR | BEW22 (17 Wo.)BEW | CH37 (1 Wo.)CH | Erstveröffentlichung: 28. Januar 2022   |                                                                                      |
| 2022 | Ronisia (Deluxe Edition)[FR: ↑][BEW: ↑][CH: ↑] | FR5 Platin · (108 Wo.)FR | BEW22 (17 Wo.)BEW | CH37 (1 Wo.)CH | Erstveröffentlichung: 9. Dezember 2022  |                                                                                      |
| 2023 | Era 24                                         | FR23 (7 Wo.)FR | BEW131 (1 Wo.)BEW | — | Erstveröffentlichung: 17. November 2023 |                                                                                      |

### EPs
- 2022: Metamorfosis

### Singles
| Jahr | Titel Album                       | Höchstplatzierung, Gesamtwochen, AuszeichnungChartsChartplatzierungen (Jahr, Titel, Album, Platzierungen, Wochen, Auszeichnungen, Anmerkungen) | Anmerkungen                                            |
| Jahr | Titel Album                       | FR | Anmerkungen                                            |
| --- | --------------------------------- | --- | ------------------------------------------------------ |
| 2020 | Atterrissage Ronisia              | FR44 Gold + Gold (Album Version) · (22 Wo.)FR                                                                                                  | Erstveröffentlichung: 10. Juni 2020                    |
| 2021 | Doucement –                       | FR80 Gold · (3 Wo.)FR | Erstveröffentlichung: 22. Januar 2021                  |
| 2021 | Comme moi Ronisia                 | FR71 Gold · (4 Wo.)FR | Erstveröffentlichung: 24. September 2021 feat. Tiakola |
| 2021 | Téco Ronisia                      | FR96 (3 Wo.)FR | Erstveröffentlichung: 17. Dezember 2021                |
| 2022 | Piqué –                           | FR72 (2 Wo.)FR | Erstveröffentlichung: 8. Juli 2022 mit Imen Es         |
| 2022 | J’élimine Ronisia                 | FR147 (1 Wo.)FR | Erstveröffentlichung: 26. August 2022                  |
| 2022 | 200 km/h Ronisia (Deluxe Edition) | FR31 Gold · (11 Wo.)FR | Erstveröffentlichung: 8. Dezember 2022 mit Gazo        |
| 2023 | C’est toi Era 24                  | FR115 (1 Wo.)FR | Erstveröffentlichung: 19. Juli 2023                    |
| 2023 | I Got U Era 24                    | FR103 (1 Wo.)FR | Erstveröffentlichung: 15. November 2023 feat. Niska    |
| 2025 | Ennemi –                          | FR106 (… Wo.)FR | Erstveröffentlichung: 28. Februar 2025 mit Rsko        |
| Folgende Lieder erschienen nicht als Single, wurden aber durch das Album zum Download und Streaming bereitgestellt und konnten somit eine Platzierung erlangen: |                                   | |                                                        |
| |                                   | |                                                        |
| 2022 | Mélodie (Tatami) Ronisia          | FR5 Platin · (18 Wo.)FR | Charteinstieg: 29. Januar 2022                         |
| 2022 | Suis-moi Ronisia                  | FR12 Platin · (22 Wo.)FR | Charteinstieg: 29. Januar 2022 feat. Ninho             |
| 2022 | Nha terra Ronisia                 | FR36 Gold · (5 Wo.)FR | Charteinstieg: 29. Januar 2022                         |
| 2022 | Longue vie Ronisia                | FR87 (2 Wo.)FR | Charteinstieg: 29. Januar 2022 feat. Eva               |
| 2022 | Sombre Ronisia                    | FR95 (1 Wo.)FR | Charteinstieg: 29. Januar 2022                         |
| 2022 | Money Ronisia                     | FR147 (1 Wo.)FR | Charteinstieg: 29. Januar 2022                         |
| 2022 | On s’emballe Ronisia              | FR165 (1 Wo.)FR | Charteinstieg: 29. Januar 2022                         |
| 2022 | Compliqué Ronisia                 | FR173 (1 Wo.)FR | Charteinstieg: 29. Januar 2022                         |
| 2022 | Bonnie & Clyde Ronisia            | FR181 (1 Wo.)FR | Charteinstieg: 29. Januar 2022                         |

### Gastbeiträge
| Jahr | Titel Album               | Höchstplatzierung, Gesamtwochen, AuszeichnungChartsChartplatzierungen (Jahr, Titel, Album, Platzierungen, Wochen, Auszeichnungen, Anmerkungen) | Anmerkungen                                                     |
| Jahr | Titel Album               | FR | Anmerkungen                                                     |
| --- | ------------------------- | --- | --------------------------------------------------------------- |
| 2021 | Jolie madame Calypso      | FR10 Diamant · (29 Wo.)FR | Erstveröffentlichung: 9. April 2021 Joé Dwèt Filé feat. Ronisia |
| 2022 | Toko Toko Cullinan        | FR17 Diamant · (28 Wo.)FR | Erstveröffentlichung: 14. April 2022 Dadju feat. Ronisia        |
| Folgende Lieder erschienen nicht als Single, wurden aber durch das Album zum Download und Streaming bereitgestellt und konnten somit eine Platzierung erlangen: |                           | |                                                                 |
| |                           | |                                                                 |
| 2023 | Mental Brave              | FR83 (2 Wo.)FR | Charteinstieg: 25. Februar 2023 Landy feat. Ronisia             |
| 2024 | Y.J (C’est ko) BDLM Vol.1 | FR42 (3 Wo.)FR | Tiakola feat. Ronisia                                           |

Weitere Gastbeiträge
- 2023: Nonc’est non (Vacra feat. Ronisia)
- 2023: Sous à faire (Hatik feat. Ronisia)

## Auszeichnungen für Musikverkäufe
Anmerkung: Auszeichnungen in Ländern aus den Charttabellen bzw. Chartboxen sind in ebendiesen zu finden.
| Land/RegionAuszeichnungen für Musikverkäufe (Land/Region, Auszeichnungen, Verkäufe, Quellen) | Gold     | Platin     | Diamant     | Verkäufe  | Quellen         |
| -------------------------------------------------------------------------------------------- | -------- | ---------- | ----------- | --------- | --------------- |
| Frankreich (SNEP)                                                                            | 6× Gold6 | 3× Platin3 | 2× Diamant2 | 1.566.666 | snepmusique.com |
| Insgesamt                                                                                    | 6× Gold6 | 3× Platin3 | 2× Diamant2 |           |                 |